# Eggerland: Meikyū no Fukkatsu
Eggerland: Meikyū no Fukkatsu (エッガーランド 迷宮の復活) est un jeu vidéo de réflexion sorti en 1988 sur Famicom. Le jeu a été édité par HAL Laboratory.